# Staatsbesuch von Queen Elizabeth II. in Österreich im Jahr 1969
Am 5. Mai 1969 kam Queen Elizabeth II. zum einzigen Staatsbesuch nach Österreich. Sie kam in Begleitung von Prinz Philipp, dem Herzog von Edinburgh, und ihrer Tochter Prinzessin Anne, deren erster offizieller Auslandsbesuch dies war. Sie blieben bis zum 10. Mai 1969 in Österreich. Es handelte sich um den ersten offiziellen Staatsbesuch eines britischen Staatsoberhaupts seit 61 Jahren.

## Ablauf
Die Queen kam am 5. Mai 1969, um 15:43 Uhr, am Flughafen Wien-Schwechat an und wurde mit allen militärischen Ehren, rotem Teppich, 21 Salutschüssen und einem Kinderchor aus Kärnten von der versammelten österreichischen Bundesregierung und Bundespräsident Franz Jonas und dessen Gemahlin empfangen. Am Flughafen hatten sich darüber hinaus einige Diplomaten aus Ländern des Commonwealth of Nations, in etwa 3000 Schaulustige und 100 Fotografen eingefunden, die auf die Ankunft der Queen warteten. Die Queen logierte während ihres Aufenthalts in Wien im Hotel Imperial auf der Wiener Ringstraße. Bei ihrer Ankunft hatten sich 50.000 Schaulustige versammelt, die die Ankunft der Queen miterleben wollten. Die Ankunft wurde durch ein Großaufgebot der österreichischen Polizei, die mit hunderten Beamten vor Ort war, abgesichert. Sowohl Ankunft als auch der folgende fünftägige Besuch wurden live mittels erst im selben Jahr eingeführtem Farbfernsehen im ORF übertragen. Die Tochter Anne musste aufgrund einer Grippe-Erkrankung ihre Mitreise zunächst absagen, kam allerdings am 7. Mai 1969 nach. Die königliche Gesellschaft besuchte zunächst Wien und dann andere Städte und Orte in Österreich wie Innsbruck, Salzburg, Graz, Piber und Klosterneuburg. Am 10. Mai kehrten die royalen Gäste nach London zurück.

## Stationen

### Wien
In Wien standen ein Empfang zum Mittagessen im Wiener Rathaus durch Bürgermeister Bruno Marek am Programm. Im Zuge dessen trug sich die Queen in das Goldene Buch der Stadt Wien ein. Zuvor hatte der königliche Besuch bereits die Albertina, das Kunsthistorische Museum, eine Gala-Vorstellung der Spanischen Hofreitschule, die Schatzkammer in der Hofburg, Schloss Schönbrunn, den Stephansdom, das Parlament sowie den Marschallhof, einen Gemeindebau in Wien, besucht. In der Spanischen Hofreitschule wurde es Prinzessin Anne erlaubt, auf dem Lipizzaner-Hengst Siglavy Bona zu reiten.

#### Marschallhof
Mit dem Besuch im Gemeindebau Marschallhof wollte die Stadt Wien die Errungenschaften der modernen Sozialdemokratie, den sozialen Wohnungsbau, vorzeigen. Die Queen wurde durch Bürgermeister Bruno Marek in die Wohnung der Frau Chlumetzky im Marschallhof im 22. Gemeindebezirk Donaustadt geführt, wo sie die Zwei-Zimmer-Wohnung besichtigen und mit Frau Chlumetzky einen Tee trinken konnte. Der Marschallhof wurde extra für diesen Besuch vorbereitet, um ihn im besten Licht zeigen zu können. Aus diesem Grund wurde der Zufahrtsweg neu asphaltiert, einige Blumen gepflanzt, Bäume und Sträucher bereits ein halbes Jahr vorab gepflegt. Im Marschallhof wurde der Aufzug überholt, ein Spiegel angebracht und im elften Stock der Fußboden neu verlegt.

#### Staatsoper
Aufgrund des Besuches der Queen wurde sogar extra der Spielplan der Staatsoper geändert. Zuvor war durch Diplomaten durchgesickert, dass die Queen kein großer Opernfan sei und die am Spielplan stehende Oper Fidelio für diese wohl eine Qual sei. Aus diesem Grund wurde am Tag des Besuchs die Operette Fledermaus (Besetzung: Eberhard Wächter, Hilde Güden, Erich Kunz, Renate Holm und Otto Schenk als Frosch) gespielt.
Wien beschenkte die Queen mit einer Reproduktion der Saliera von Benvenuto Cellini aus Silber, welche von der Silberschmiede Jarosinski & Vaugoin erstmals extra als Gastgeschenk für diesen Staatsbesuch hergestellt wurde.

### Tirol
Vom Wiener Westbahnhof ging es mit dem Zug nach Tirol, wo ein Zwischenstopp am Bahnhof Wörgl eingelegt wurde, damit die Queen ein Telefonat mit dem Buckingham Palace führen konnte.
Der österreichische Eisenbahn-Autor Alfred Horn erwähnt in seiner Anekdotensammlung Der schnelle Karl, dass es bei der Ankunft des königlichen Sonderzuges am Innsbrucker Hauptbahnhof zu einem für die Österreichischen Bundesbahnen peinlichen Zwischenfall kam. Als der mit zwei Lokomotiven der Baureihe ÖBB 1042 bespannte Zug einfuhr, reagierten die Bremsen der aus einzelnen Salonwagen unterschiedlicher Baujahre zusammengesetzten Zuggarnitur langsamer als die der „reinrassigen“ Probegarnitur, mit welcher die Einfahrt in den Tagen zuvor geprobt wurde. So kam es, dass der Salonwagen mit der Königin (diese bereits an der Tür stehend) „elegant“ am roten Teppich und dem Empfangskomitee vorbeirollte und erst gut eineinhalb Wagenlängen später im „volkstümlichen Bahnsteigbereich“ zu stehen kam. Das Malheur wurde durch Zurückschieben der Garnitur beseitigt.
In der Tiroler Hauptstadt wurde die königliche Gesellschaft vom Landeshauptmann Eduard Wallnöfer, vom Innsbrucker Bürgermeister Alois Lugger, von Skilegende Karl Schranz und von den Olympiasiegern Olga Pall und Josef Feistmantl empfangen. Sie besichtigen sowohl die Innsbrucker Altstadt, als auch die Europabrücke, die damals die höchste Brücke Europas war.
Dem ausdrücklichen Wunsch der Queen, einen Tiroler Bauernhof zu besuchen, wurde entsprochen und so kam es, dass die Queen und Begleitung, nach dem Gemeindebau in Wien, nun in Sistrans den Erbhof Isserhof der Familie Schweiger besuchte und dort eine Tiroler Jause zu sich nahm. Noch heute ziert eine Gedenktafel den Hof und erinnert an den königlichen Besuch. Von Tirol wurde die Queen mit einer Zillertaler Truhe, Prinz Philipp mit einer Bronzeskulptur des Bildhauers Josef Bachlechner, welche Margarete Maultasch darstellt und Prinzessin Anne mit einer Skiausrüstung beschenkt.

### Salzburg
In Salzburg besuchte die königliche Familie die Altstadt inklusive des Geburtshauses von Wolfgang Amadeus Mozart und residierte im Schloss Kleßheim.

### Steiermark
Nach Salzburg stand die steirische Landeshauptstadt Graz und das Lipizzanergestüt Piber auf dem Programm.

### Niederösterreich
In Niederösterreich besuchten sie das Stift Klosterneuburg.